# Will Grosse
Wilhelm „Will“ Grosse (* 26. Februar 1899 in Metz; † 2. Juli 1960 in Bonn) war ein deutscher Agent und Publizist.

## Leben und Tätigkeit
In den 1920er Jahren promovierte Grosse zum Dr. ing. rer. pol. Zum 1. Mai 1932 trat er in die NSDAP ein (Mitgliedsnummer 1.113.994).
Grosse war bereits in der Spätphase der Weimarer Republik Mitarbeiter in der Abwehr-Abteilung des Reichswehrministeriums. Diese Stellung behielt er vermutlich ohne Unterbrechung bis 1945 bei: Während des Zweiten Weltkriegs ist er jedenfalls im Rang eines Hauptmannes als Mitarbeiter von Wilhelm Canaris nachweisbar.
In der Nachkriegszeit lebte Grosse, der nun den Titel eines Diplomingenieurs führte, in Bonn. Zu dieser Zeit gehörte er dem Presse- und Informationsamt der Bundesregierung an oder arbeitete zumindest eng mit diesem zusammen. Öffentlich tat er sich in den 1950er Jahren durch eine Reihe von Publikationen zur Geschichte der Abwehr während des Zweiten Weltkriegs und zu Belangen der Sicherheitspolitik in den frühen Jahren des Bundesrepublik hervor, so z. B. zur Frage einer eventuellen atomaren Bewaffnung der westdeutschen Streitkräfte. Ferner versuchte die Bonner Regierung während der Zeit der Nichtanerkennung der DDR durch die BRD (vgl. Hallstein-Doktrin) auf Grundlage von durch Grosse zusammengestelltem Material den Nachweis zu erbringen, dass die BRD der einzige deutsche Staat, „die DDR hingegen kaum existent“ sei.

## Schriften
- „Geheimdienst, Fahneneid und Hakenkreuz. Ein kritischer Bericht aus der Tätigkeit der militärischen Abwehr“, in: Echo der Woche vom 7. Februar bis 9. Juni 1950. (unter dem Pseudonym Observator)
- Der Judenstern – eine Idee von Canaris, unveröffentlichtes Manuskript o. D., hinterlegt im Institut für Zeitgeschichte (um 1950).
- „Admiral Canaris, die Sphinx des OKW – sein Leben und sein Sterben“, in: Hamburger Morgenpost vom 26. Oktober 1950.
- Das ABC der Welt-Organisationen. Anschriften, Abkürzungen, Kommentare. Ein aktueller Führer durch die internationale Zusammenarbeit, 1954.
- „NATO des Fernen Ostens. Die SEATO, ihre Mit- und Gegenspieler“, in: Internationales Jahrbuch der Politik, 1954.
- Taschenbuch der Weltorganisationen, 1955.
- Internationale Organisationen der Naturwissenschaften und Technik und ihre Zusammenarbeit, 1959.